# Chalcosyrphus jiangi
Chalcosyrphus jiangi är en tvåvingeart som beskrevs av He 1997. Chalcosyrphus jiangi ingår i släktet mulmblomflugor, och familjen blomflugor. Inga underarter finns listade i Catalogue of Life.